# Johan Linzander
Johan Alexander Linzander, född 25 september 1745 i Linköping, död 23 november 1812 i Linköping, var en svensk jurist och riksdagsman.

## Biografi
Linzander växte upp  i Normlösa där hans far, Lars Linzander, var kyrkoherde. Han inskrevs vid Uppsala universitet 1765, blev auskultant i Svea hovrätt 1770 och var borgmästare i Skänninge stad 1775–1805. Han var riksdagsman vid riksdagen 1778–1779. Linzander var medlem (violinist) i Utile Dulci och invaldes som ledamot nr 67 av Kungliga Musikaliska Akademien den 13 december 1774.